# 踵骨骨折
踵骨骨折(しょうこつこっせつ)とは踵骨が骨折した状態のことである。 症状は踵の痛み、痣、歩行の困難、変形である。股関節の骨折または脊椎の骨折と関連付けられることがある。

## 原因と診断
踵骨骨折のよくある原因は高所から落下した際の足からの着地、または交通事故である。症状は診察とX線またはCTスキャンによって診断される。

## 治療
折れた部分の骨が正常の位置からずれていない場合の治療はギプスをして8週間ほど体重をかけないように安静することである。折れた部分の骨が正常の位置からずれている場合は一般的に手術による治療が必要である。 骨を正常の位置に戻すこで治療の結果が改善する。皮膚に損傷がない場合は数日間手術を延期することができる。

## 疾学と予後
骨折の約2%は踵骨骨折であるが、足根骨の骨折の約60%は踵骨骨折である。正常の位置に戻された骨折は3ヵ月ほどで完治するが重度の骨折は完治するのに2年ほど掛かることがある。関節炎や足の可動範囲の減少などの後遺症が残る場合がある。

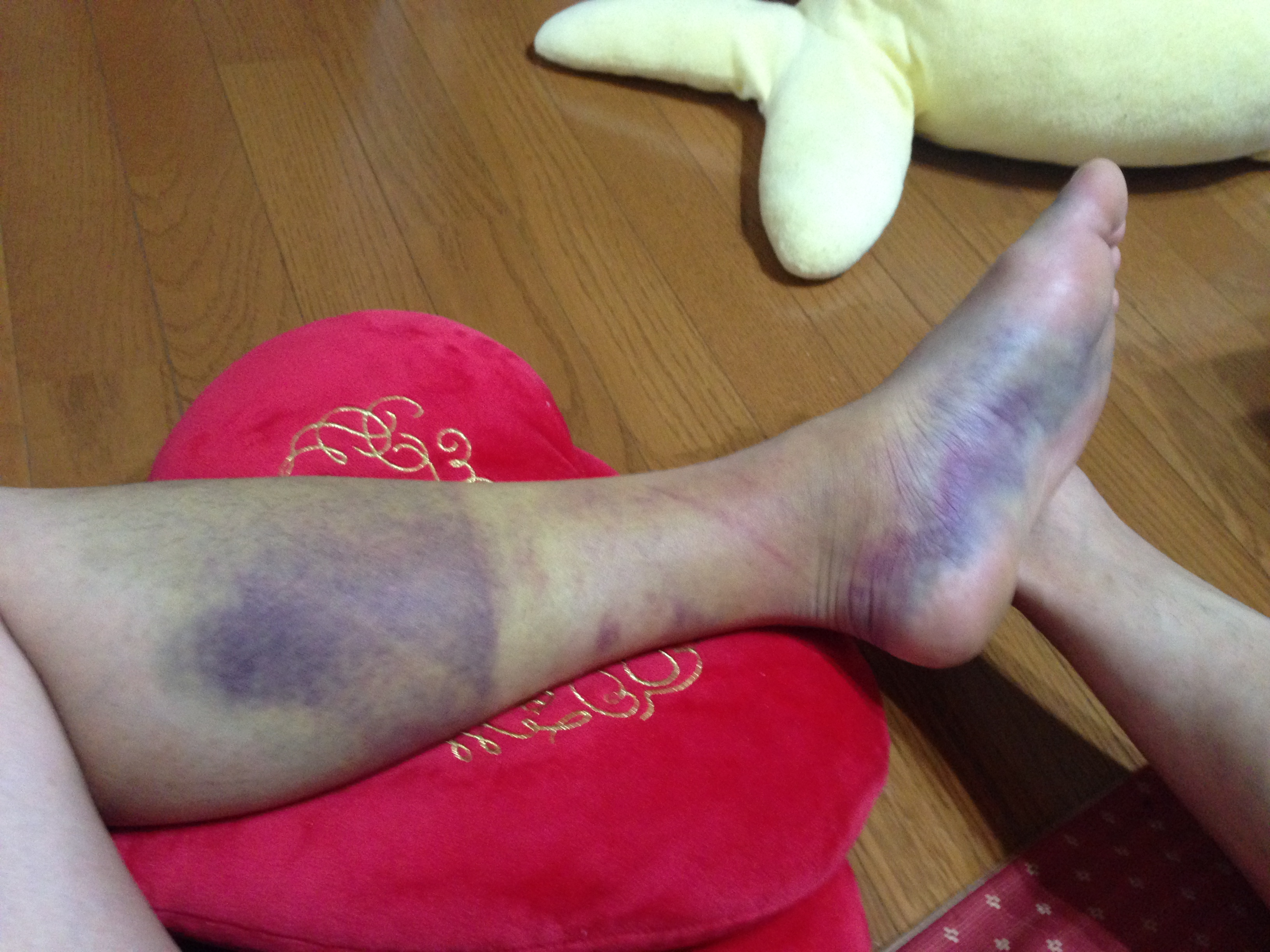
骨折後の脚部の例

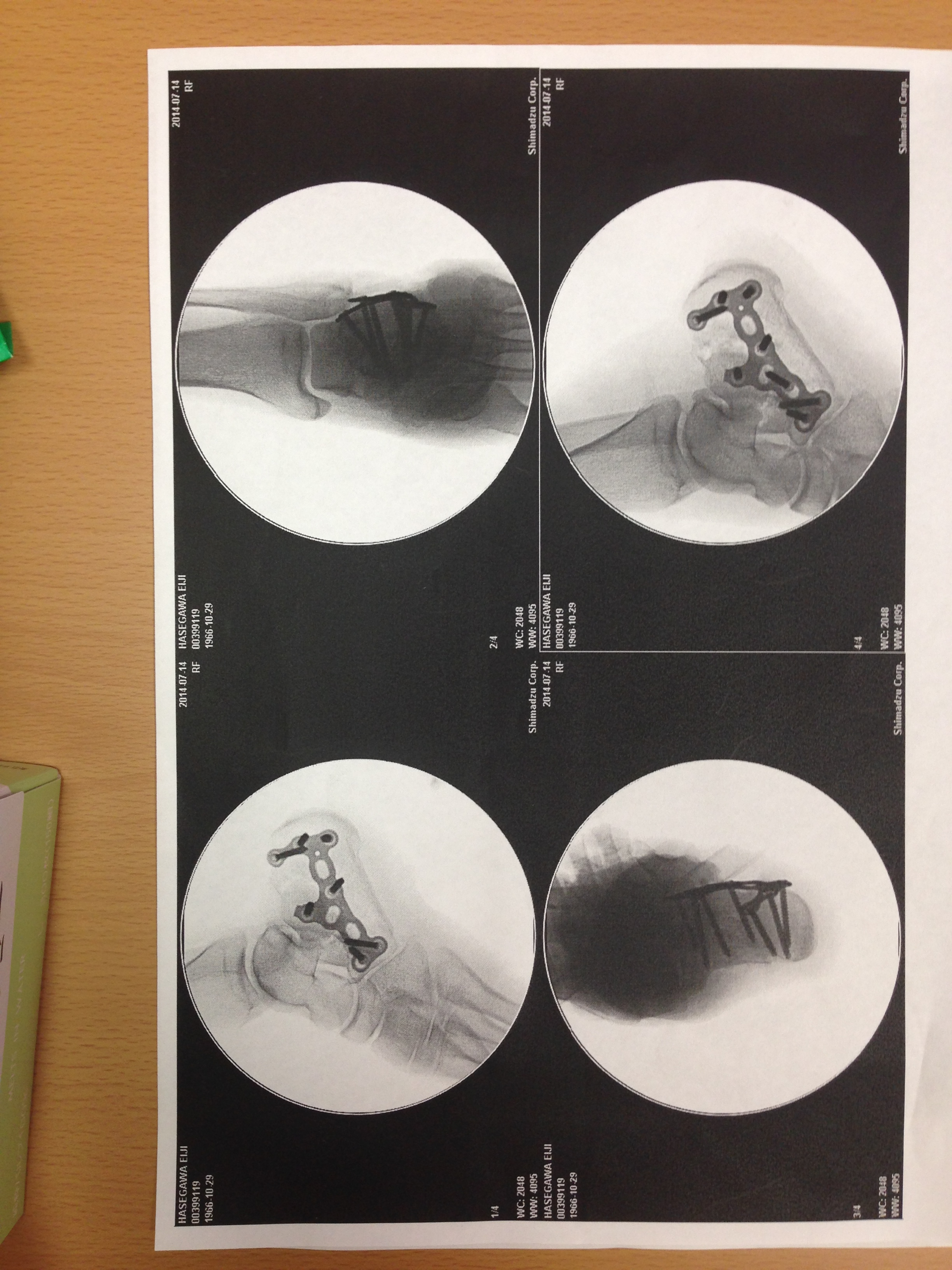
踵骨プレートを外科的に装着した例